# Przywilcz
Przywilcz – wieś sołecka w Polsce położona w województwie mazowieckim, w powiecie ciechanowskim, w gminie Grudusk.
W latach 1975–1998 miejscowość administracyjnie należała do województwa ciechanowskiego.